# Bataille de Molodi
Invasions des Tatars de Crimée en Russie
La bataille de Molodi (Молодинская битва en russe) s'est pendant l'été 1572 près du village de Molodi (ru) situé à une cinquantaine de kilomètres au sud de Moscou. Elle s'est terminée par la victoire de l'armée du tsarat de Russie commandée par le prince Mikhaïl Vorotinski (ru) sur les armées du khanat de Crimée et de l'Empire ottoman. Elle marque la fin de l'invasion de la Russie par les Tatars.